# 旦那さま大事
『旦那さま大事』 (だんなさまだいじ) は、TBSで1986年12月29日に放送されたスペシャルドラマ。

## 概要・特色
山内一豊と千代のハートフル時代劇。

## 出演者
- 千代：佐久間良子
- うめ：泉ピン子
- 吉兵衛：菅野菜保之
- 新右エ門：岡本信人
- 初：青柳喜伊子
- 武士：竹内のぶし、別府康男、後藤修
- よね：柿沼奈々子
- みつ：池上季実子
- 早瀬：誠直也
- 清：田中理佐
- 孫兵エ：小林稔侍
- 織田信長：北村和夫
- まつ：赤木春恵
- 山内一豊：西田敏行

## スタッフ
- 作：橋田壽賀子
- 音楽：小川寛興
- ナレーター：香川京子